# 147 Batalion Schutzmannschaft
Batalion Policyjny nr 147 (niem. SchutzmannschaftsBtl 147) – batalion policyjny, sformowany z Tatarów Krymskich w lipcu 1942 w Symferopolu, a rozwiązany 8 lipca 1944.